# Hådells gammelskog
Hådells gammelskog este o arie protejată (arie specială de conservare — SAC, sit de importanță comunitară — SCI) din Suedia întinsă pe o suprafață de 14,8 ha, integral pe uscat.

## Localizare
Centrul sitului Hådells gammelskog este situat la coordonatele 60°57′30″N 17°03′36″E / 60.9583°N 17.0601°E.

## Înființare
Situl Hådells gammelskog a fost declarat sit de importanță comunitară în iulie 2000 pentru a proteja un număr necunoscut de specii din flora spontană și fauna sălbatică aflate în arealul zonei. Situl a fost protejat și ca arie specială de conservare în martie 2011.

## Biodiversitate
Situată în ecoregiunea boreală, aria protejată conține 3 habitate naturale: Mlaștini împădurite, Taiga vestică, Mlaștini turboase de tranziție și turbării mișcătoare.
La baza desemnării sitului se află un număr nedeclarat de specii protejate.